# Maresiella aldabrana
Maresiella aldabrana är en kräftdjursart som beskrevs av Brian Frederick Kensley och Marilyn Schotte 2002. Maresiella aldabrana ingår i släktet Maresiella och familjen Gnathostenetroidae.
Artens utbredningsområde är Aldabra. Inga underarter finns listade i Catalogue of Life.